# Comunitat d'aglomeració París-Saclay
La Comunitat d'aglomeració París-Saclay (oficialment: Communauté d'agglomération Communauté Paris-Saclay) és una Comunitat d'aglomeració del departament de l'Essonne, a la regió de l'Illa de França.
Creada al 2016, està formada per 27 municipis i la seu es troba a Orsay.

## Municipis
1. Ballainvilliers
2. Bures-sur-Yvette
3. Champlan
4. Chilly-Mazarin
5. Épinay-sur-Orge
6. Gif-sur-Yvette
7. Gometz-le-Châtel
8. Igny
9. Linas
10. Longjumeau
11. Marcoussis
12. Massy
13. Montlhéry
14. Nozay
15. Orsay
16. Palaiseau
17. Saclay
18. Saint-Aubin
19. Saulx-les-Chartreux
20. Les Ulis
21. Vauhallan
22. Verrières-le-Buisson
23. Villebon-sur-Yvette
24. La Ville-du-Bois
25. Villejust
26. Villiers-le-Bâcle
27. Wissous